# Cédric Kahn
Cédric Kahn (Fontenay-aux-Roses, 17 giugno 1966) è un regista, sceneggiatore e attore francese.

## Biografia
Figlio di sessantottini, padre architetto e madre dottoressa, all'età di sette anni si trasferisce con la famiglia in una comune hippie della rurale Crest, dove cresce.
Autodidatta in materia, entra nell'industria cinematografica dopo la maturità, lavorando come assistente al montaggio di Yann Dedet in Sotto il sole di Satana (1987). Dirige all'età di 24 anni il suo primo film, Bar des rails (1991), che lo impone immediatamente tra i nuovi nomi del cinema d'autore francese di quel decennio. Continua la serie positiva con gli apprezzati La noia (1998) e Roberto Succo (2000), concorrendo col secondo alla Palma d'oro.
Tuttavia, nel corso degli anni duemila, con i film posteriori a Luci nella notte (2004), Kahn comincia a riscuotere un successo sempre minore, specie al botteghino. Nel 2016 rivitalizza la sua carriera ricevendo il plauso della critica per un'inattesa interpretazione da protagonista a fianco a Bérénice Bejo in Dopo l'amore. Nel 2018 concorre al Festival di Berlino col suo nuovo film da regista, La Prière. Nel 2023 co-sceneggia e dirige il film giudiziario Il caso Goldman, basato su eventi reali.

## Filmografia

### Regista e sceneggiatore
- Les Dernières Heures du millénaire – cortometraggio (1990)
- Bar des rails (1991)
- Trop de bonheur (1994)
- La noia (L'Ennui) (1998)
- Roberto Succo (2000)
- Luci nella notte (Feux rouges) (2004)
- L'Avion (2005)
- Les Regrets (2009)
- Une vie meilleure (2011)
- Vie sauvage (2014)
- La Prière (2018)
- Fête de famille (2019)
- Il caso Goldman (Le Procès Goldman) (2023)
- Making of (2023)

### Solo sceneggiatore
- Outremer, regia di Brigitte Roüan (1990)
- Le persone normali non hanno niente di eccezionale (Les gens normaux n'ont rien d'exceptionnel), regia di Laurence Ferreira Barbosa (1993)
- Les Ambitieux, regia di Catherine Corsini (2006)

### Attore

#### Cinema
- N'oublie pas que tu vas mourir, regia di Xavier Beauvois (1995)
- Les Anarchistes, regia di Élie Wajeman (2015)
- Un amore all'altezza (Un homme à la hauteur), regia di Laurent Tirard (2016)
- Dopo l'amore (L'Économie du couple), regia di Joachim Lafosse (2016)
- Cold War (Zimna wojna), regia di Paweł Pawlikowski (2018)
- Il ballo delle pazze (Le Bal des folles), regia di Mélanie Laurent (2021)
- November - I cinque giorni dopo il Bataclan (Novembre), regia di Cédric Jimenez (2022)

#### Televisione
- Chiami il mio agente! (Dix pour cent) – serie TV, episodio 3x04 (2018)

## Riconoscimenti
- Premio Jean Vigo 1994 per Trop de bonheur
- Premio Louis Delluc 1998 per La noia

- Festival di Cannes
  - 2000 – In concorso con Roberto Succo
- Festival di Berlino
  - 2004 – In concorso con Luci nella notte
  - 2018 – In concorso con La Prière
- Premio César
  - 2024 – Candidato alla migliore regia per Il caso Goldman
  - 2024 – Candidato alla migliore sceneggiatura per Il caso Goldman
- Premio Lumière
  - 2024 – Candidato alla migliore regia per Il caso Goldman
  - 2024 – Candidato alla migliore sceneggiatura per Il caso Goldman
- Festival internazionale del cinema di Montréal
  - 1998 – In concorso con La noia
- Festival internazionale del cinema di Roma
  - 2009 – In concorso con Les Regrets
  - 2011 – In concorso con Une vie meilleure
- Festival internazionale del cinema di San Sebastián
  - 2014 – In concorso con Vie sauvage
- Festival internazionale del cinema di Tokyo
  - 2011 – In concorso con Une vie meilleure
- Festival internazionale del cinema di Torino
  - 1994 – In concorso con Trop de bonheur